# Весна Радусиновић
Весна Радусиновић (Цетиње, 1963) је црногорска и српска књижевница и новинарка.

## Биографија
Одрасла је у Подгорици, а њен отац је четири године провео у затвору Голи оток. Најпознатија је по својим чик-лит, мелодрамским и љубавним романима, од којих је најзапаженији био роман Она и она, роман о певачици чија је животна прича слична стварној личности Цеци. Са првим супругом новинаром Џевдетом Тузлићем  има сина Ведрана. Живи и ради у Београду. Као новинар била је уредник часописа Профил и Дама. Завршила је новинарство на Факултет политичких наука Универзитета у Београду, и магистрирала маркетинг. Била је велики пријатељ са књижевницом Исидором Бјелица. Роман Грешница је у таблоидиним медијима промовисан као роман који је инспирацију пронашао у певачици Наташи Беквалац.
Невенчана је партнерка новинара Миломира Марића.

## Дела
- Мушкарци су као чоколада (2000)
- Острво мушкараца, обала жена (2002)
- Она и она (2003)
- Србија убија (2004)
- Распродаја среће (2004)
- Бело је црно (2005)
- Срце од силикона (2006)
- Гранд шоу Србија (2007)
- Пријатељице (2008)
- Друга жена (2009)
- Кад куме кувају (2011) са Исидором Бјелицом
- Грешница (2011)
- Ватра и лед (2018)[5]